# Cerići
Cerići su naseljeno mjesto u općini Konjic, Federacija Bosne i Hercegovine, BiH.
Nalaze se sjeverno od Jablaničkog jezera.

## Stanovništvo

### 1991.
Nacionalni sastav stanovništva 1991. godine, bio je sljedeći:
ukupno: 102
- Srbi – 102

### 2013.
Nacionalni sastav stanovništva 2013. godine, bio je sljedeći:
ukupno: 52
- Bošnjaci – 27
- Srbi – 15
- ostali, neopredijeljeni i nepoznato – 10

## Vanjske poveznice
- Satelitska snimka  Arhivirana inačica izvorne stranice od 19. siječnja 2021. (Wayback Machine)